# Стрільчинецька сільська рада
| Стрільчинецька сільська рада — колишній орган місцевого самоврядування у Немирівському районі Вінницької області з адміністративним центром у с. Стрільчинці. Сільській раді підпорядковані населені пункти: - с. Стрільчинці |

## Склад ради
Рада складається з 14 депутатів та голови.

## Керівний склад сільської ради
| ПІБ                     | Основні відомості                                                 | Дата обрання | Дата звільнення |
| ----------------------- | ----------------------------------------------------------------- | ------------ | --------------- |
| Крайнік Петро Романович | Сільський голова, 1954 року народження, освіта, безпартійний      | 26.03.2006   | 31.10.2010      |
| Крайнік Петро Романович | Сільський голова, 1955 року народження, освіта вища, безпартійний | 31.10.2010   |                 |

Примітка: таблиця складена за даними джерела